# والت هاريس (مقاتل)
والت هاريس (بالإنجليزية: Walt Harris)‏ هو فنان قتال مختلط أمريكي، ولد في 10 يونيو 1986 في برمنغهام في الولايات المتحدة.

## وصلات خارجية
- والت هاريس على موقع كلية كرة السلة في سبورتس رفرنس.كوم (الإنجليزية)
- والت هاريس على موقع ريلجم (الإنجليزية)
- والت هاريس على موقع يو إف سي (الإنجليزية)
- والت هاريس على موقع شيردوغ (الإنجليزية)
- والت هاريس على موقع Tapology.com (الإنجليزية)
- والت هاريس على موقع IMDb (الإنجليزية)
- والت هاريس على موقع قاعدة بيانات الفيلم (الإنجليزية)